# Giuseppe Zais

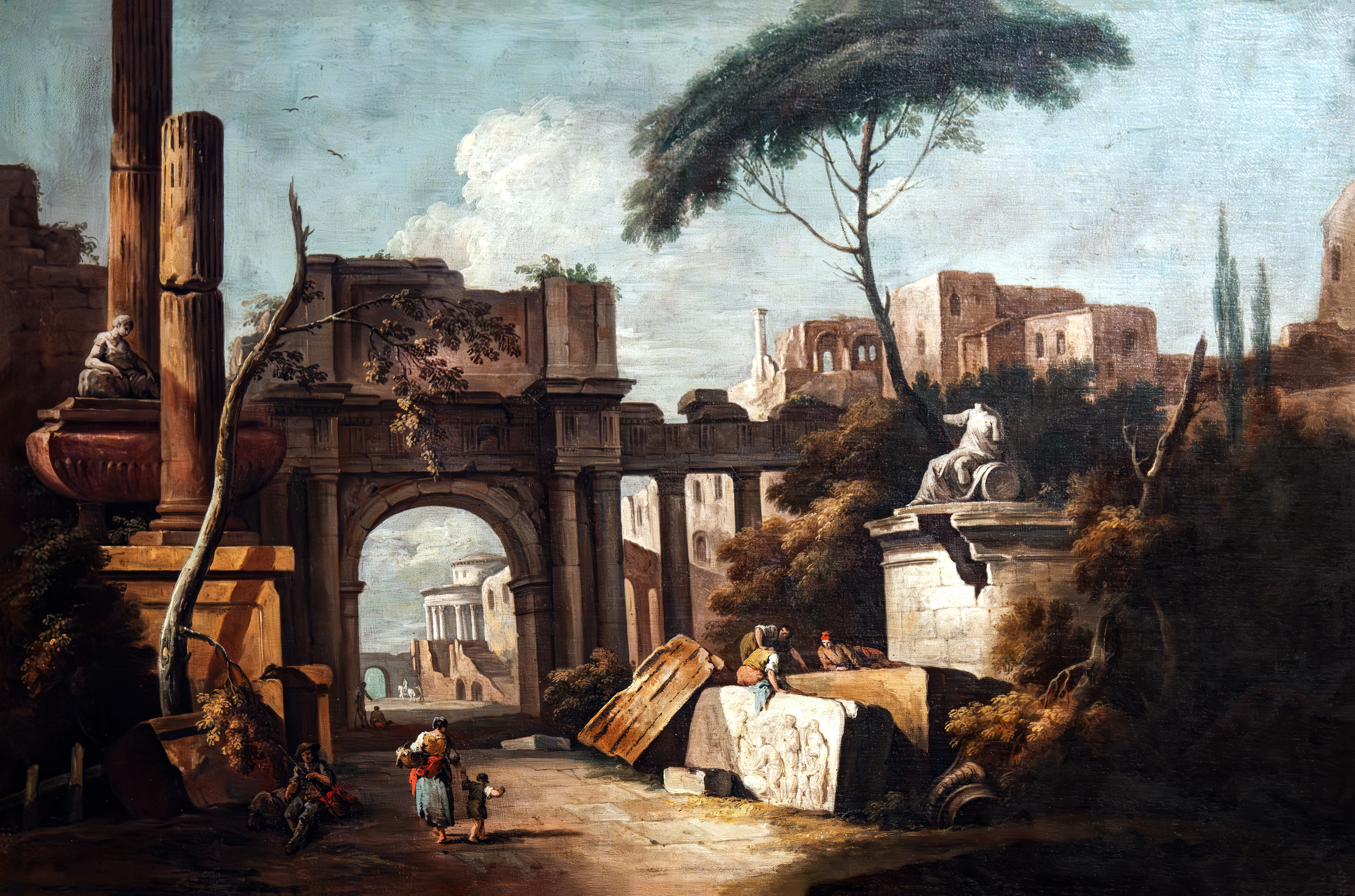
Obraz Giuseppe Zais pt. Ruiny z dużym łukiem i kolumnami

Giuseppe Zais [dʒuˈzɛppe dzais] (ur. 22 marca 1709 w Forno di Canale, zm. 29 października 1784 w Treviso) – włoski pejzażysta, działający głównie w Wenecji. Od 1744 członek weneckiej Akademii Malarzy. Duży wpływ na jego twórczość mieli Marco Ricci, a później Francesco Zuccarelli, u których pobierał nauki. Jego najbardziej znanym dziełem są freski w Villa Pisani w Stra. Zmarł w biedzie.